# Energy (Keri Hilson)
Energy è un brano musicale uptempo R&B della cantautrice statunitense Keri Hilson, pubblicato come primo singolo ufficiale dell'artista. Scritto e prodotto dal collettivo artistico The Runaways, composto da Louis Biancaniello, Sam Watters, Rico Love, e Wayne Wilkins, il singolo è stato pubblicato il 27 maggio 2008 come brano apripista dall'album di debutto di Hilson, In a Perfect World.... Pur avendo uno scarso successo in patria e quasi ovunque, il pezzo ha raggiunto la posizione numero due in Nuova Zelanda, dove è anche stato certificato disco d'oro.

## Video
Keri Hilson ha presentato in anteprima il video della canzone, diretto da Melina Matsoukas e prodotto da Wohn Winter, sul sito MTV.com il 14 luglio 2008. Ambientato principalmente in una palestra di boxe e in un appartamento, il video narra la storia della fine della relazione tra Keri e il suo ragazzo, interpretato da Christian Keyes. I due vengono mostrati i vari momenti della loro storia, passati soprattutto ad allenarsi sul ring, dove il ragazzo provoca fisicamente Keri la quale, sconcertata risponde con forza. Nella prima parte del video la cantante esegue il pezzo negli spogliatoi della palestra, vestita di un body chiaro e con capelli bagnati, mentre si prepara per l'allenamento. Successivamente esegue il brano sul ring, con capelli asciutti perfettamente lisci e con indosso la cintura tipica dei pugili. Il video prosegue mostrando gli inutili sforzi della cantante per salvare una storia ormai giunta al termine, e l' "energia" della cantante esplode nella scena finale del videoclip, in cui si trova a dover affrontare un'avversaria che sembra sconfiggerla a suon di pugni, ma contro la quale sferra infine un attacco decisivo per la vittoria.

## Successo commerciale
Energy ha deluso le aspettative nella classifica a stelle e strisce: si è infatti appena affacciato nella Hot 100 di Billboard, dove arrivato all posizione numero 78, mentre nella classifica R&B è arrivato alla numero 21. Più successo ha avuto nella classifica dei pezzi più trasmessi nelle discoteche, dove ha raggiunto la numero 12.
In Nuova Zelanda invece il singolo è stato un enorme successo. Entrato in classifica il 11 agosto 2008 alla posizione numero 12, ha raggiunto la seconda posizione durante la sua quarta settimana di presenza, diventando il secondo singolo di Hilson a raggiungere la posizione numero 2 in Nuova Zelanda, dopo The Way I Are con Timbaland. Il singolo ha passato 11 settimane in classifica, di cui 7 passate nelle prime 10 posizioni.

## Tracce
US promo CD
1. "Energy" (main version) – 3:30
2. "Energy" (instrumental) – 3:30
3. "Energy" (acappella) – 3:17

International CD single
1. "Energy" (main final) – 3:28
2. "Energy" (Wideboys radio mix) – 3:04

## Classifiche
| Classifica (2008)                    | Posizione massima |
| ------------------------------------ | ----------------- |
| Australia                            | 55                |
| Australian Urban Singles Chart       | 19                |
| Italia                               | 72                |
| Nuova Zelanda                        | 2                 |
| Svizzera                             | 64                |
| U.S. Billboard Hot 100               | 78                |
| U.S. Billboard Hot R&B/Hip-Hop Songs | 21                |
| U.S. Billboard Hot Dance Club Play   | 12                |
| U.S. Billboard Pop 100               | 72                |